# 李珙 (丰王)
李珙（8世纪720年代或730年代—763年），原名李澄。唐玄宗李隆基第二十六子。

## 母
陈才人，为五品才人，玄宗的才人还有刘才人（光王李琚母）、阎才人（义王李玼母）、郑才人（恒王李瑱母）、高才人（昌乐公主母）、常才人（新平公主母）、赵才人（壽光公主母）。

## 生平
生年不详，当生于720年代末至730年代初。开元二十三年（735年）七月，封为丰王。二十四年（736年）二月，改名李珙。天宝十五年（756年）六月，唐玄宗因安禄山之乱幸蜀，至扶风郡，授李珙为武威郡都督，仍领河西、陇右、安西、北庭等路节度、支度、采访使；以陇右太守邓景山为副使，兼武威长史、御史中丞，充都副大使。李珙没有成行。
广德元年（763年）十月，吐蕃攻陷长安，唐代宗逃到陕州，自苑中而出，骑从半渡浐水。将军王怀忠遂闭苑门，带领五百余骑，拥十王宅的诸王西投吐蕃。至城西，遇到元帅郭子仪，王怀忠对郭子仪说：“主上东迁，社稷无主，万国颙颙，何所瞻仰！今仆奉诸王等西奔，以副天下之望。令公身为元帅，废置在手，何不行册立之事乎？”郭子仪没说话，李珙遂越次而言：“令公想说什么，怎么不说了？”行军司马王延昌责备他：“主上虽蒙尘于外，圣德钦明，王身为籓翰，何乃发狂悖之词也？延昌当奏闻于上。”郭子仪又几次批评了李珙，命军士领着这些亲王尽赴行在。潼关谒见唐代宗，皇帝没有责备，李珙归于幕次，又有不顺言辞。群臣恐怕他作乱，请除掉他，遂将他赐死。
其子李佻齐安郡王、宗正卿同正员，李伷宜春郡王、鸿胪卿同正员。